# Magyar Hadtudományi Társaság
A Magyar Hadtudományi Társaság, rövidítve MHTT a hadtudomány és a rendvédelem területén működő magyarországi közhasznú civil szervezet.
A Magyar Hadtudományi Társaság (MHTT) jelenleg mintegy 800 tagot számláló nonprofit, közhasznú szervezet. Céljai közé tartozik a hadtudomány fejlődésének szolgálata, az egyetemes biztonság problémáinak tudományos vizsgálata; a tudományos eredmények gyakorlatban való alkalmazásának segítése; a hadtudomány és más kapcsolódó tudományterületek iránt érdeklődő, azokkal tudományos igénnyel foglalkozó szakemberek összefogása; megfelelő fórum biztosítása a Társaság tagjai részére ismereteik bővítésére, kutatásaik segítésére, szakmai eredményeik terjesztésére, publikálására, továbbá érdekeik védelmére; a magyar hadtudományi élet hagyományainak ápolása.
A Társaság integráló jellegű szervezet, amely a szélesen értelmezett védelmi szférát fogja össze: tagjai között vannak nem csak katonák, de határőrök, rendőrök, vám- és pénzügyőrök, a titkosszolgálatok képviselői is. Ennek megfelelően szerveződnek a szakosztályok és ugyancsak ennek megfelelően tart kapcsolatot állami szervekkel (a HM és a Magyar Honvédség vezetőin kívül például a Határőrség parancsnokával). Kapcsolatban áll különböző állami szervek (például a Katonai Felderítő Hivatal) Tudományos Tanácsával, civil szervezetekkel, kutatóintézetekkel illetve az MHTT-hez hasonló tudós társaságokkal.
A MHTT-t igen jó kapcsolat és szoros együttműködés fűzi a Nemzeti Közszolgálati Egyetemhez illetve az egyetem doktori iskoláihoz (Hadtudományi illetve Katonai Műszaki Doktori Iskola).
Munkájukat, létezésüket anyagilag támogatja a Honvédelmi Minisztérium, a Magyar Tudományos Akadémia, illetve hozzájárul a Honvéd Vezérkar által létesített Hadtudományi Alapítvány.
A Hadtudományi Társaságnak saját honlapja van, amely a Zrínyi Miklós Nemzetvédelmi Egyetem honlapján keresztül, vagy közvetlenül érhető el, és amelyen közzéteszik alapszabályukat, történetüket, díjazott tagjaikat és szakértőinek nevét, továbbá aktuális eseményeiket és rendezvényeiket.

## Alapítása
A Magyar Hadtudományi Társaságot 1990. november 13-án a hadtudomány művelésében élenjáró és iránta érdeklődő mintegy 150 katonai és polgári személy alapította. A társaság a programjában felvállalta a Magyar Tudományos Akadémia által 1883-ban létrehozott Hadtudományi Bizottság szellemi örökségét. A Társaságnak 1990 végére már mintegy 750 tagja volt. A Társaság az első Alapszabályát az 1991. március 23-i Közgyűlésén fogadta el. Az Alapszabály legfrissebb változatát 2016. június 15-én fogadták el.
Az MHTT 1990-ben megválasztott első vezetősége:
- Elnök: dr. Móricz Lajos nyugállományú ezredes, a hadtudomány doktora
- Alelnök:  dr. Szabó József
- Főtitkár: dr. Kovács Attila

Az első elnökség tagjai:
- Gyuricza Béla
- dr. Harcz Tibor
- dr. Kurucz István
- Lajtos Béla
- dr. Nagy István
- dr. Nagy Pál
- dr. Opál Sándor

Az MHTT az alapításkor 13 szakmai szakosztállyal indult (zárójelben az első vezetőjük)
- Biztonságpolitikai (Dr. Kőszegvári Tibor)
- Elektronikai-informatikai (Dr. Nagy Pál)
- Haditechnikai (Dr. Ősz Sándor)
- Hadművészeti (Dr. Kovács Jenő)
- Hadtáp (Dr. Szabó Márton)
- Hadtörténelmi (Dr. Rázsó Gyula)
- Határrendészeti (Dr. Prókai Béla)
- Közrendvédelmi (Dr. Párdi Mátyás)
- Légvédelmi-repülő és űrhajózási (Dr. Kormos László)
- Műszaki (Dr. Bodrogi László)
- Társadalomtudomány-biztonságpolitikai (Dr. Vámosi Zoltán)
- Védelemgazdasági (Dr. Várhelyi István)
- Vegyivédelmi (Dr. Halász László)

Az MHTT az első országos konferenciáját 1991. október 26-án tartotta a Bolyai János Katonai Műszaki Főiskolán. A tanácskozáson elhangzott előadások a hadtudomány szinte teljes keresztmetszetét felölelve ismertették a hadtudomány geopolitikai, biztonságpolitikai és hadászati problémáit, és foglalkoztak a határőrizeti és belső rendvédelmi kérdésekkel is. A konferencia fővédnöke dr. Göncz Árpád köztársasági elnök volt. A több mint 800 fős tagságot közel 200 fő képviselte. Az MHTT 1992-ben 242 doktort és kandidátust tartott nyilván.

## Az MHTT céljai
Az MHTT célul tűzte ki, hogy:
- a hadtudomány és a hozzá kapcsolódó más tudományterületek iránt érdeklődő és azzal tudományos igénnyel foglalkozó vagy foglalkozni kívánó állampolgárok tevékenységét összefogja,
- segítse a tudományos eredmények gyakorlatba történő alkalmazását,
- biztosítsa tagjai részére a tudományos továbbképzést,
- Fórumot biztosítson a magyar hadtudomány eredményeinek publikálásához.

## Az MHTT tevékenysége
A Társaság céljainak elérése érdekében az alábbi tevékenységet fejti ki:
- kongresszusokat, konferenciákat szervez, vitaüléseket, klubdélutánokat tart,
- bemutatókat, kiállításokat, valamint szakirodalmi tájékoztatókat szervez,
- részt vesz a hadtudományi kutatási, fejlesztési és oktatási feladatok kidolgozásában, segíti ezek megoldását,
- segítséget nyújt fiatal szakemberek tudományos előmeneteléhez, számukra publikálási lehetőséget és fórumot biztosít,
- szakosztályai útján kapcsolatot tart a hadiiparral, segíti a tudományos eredmények gyakorlatba történő átültetését,
- részt vesz a magyar hadiipar történetének feldolgozásában, hozzájárul hagyományai és technikai emlékeinek ápolásához,
- a társaság tagjai számára publikálási lehetőséget biztosít a Hadtudomány c. folyóiratban, amelyet rendszeresen megjelentet, hozzájárul más tudományos kiadványok megjelenéséhez,
- Felkérés esetén állami és társadalmi szervezetek részére szakvéleményt készít,
- szakmai továbbképzést, bel- és külföldi tanulmányutakat szervez,
- a tudományos tevékenység elismeréseként évente Tanárki Sándor díjat adományoz,
- tudományos pályázatokat hirdet és az arra érdemeseket díjazza, továbbá segíti tagjait más pályázatok elnyerésében és az ezekkel kapcsolatos ügyek intézésében,
- kapcsolatokat épít ki és tart fenn állami és társadalmi szervezetekkel, más tudományterületen tevékenykedő intézményekkel és egyesületekkel,
- kapcsolatot létesít és tart fenn külföldi hadtudományi szakmai egyesületekkel és szövetségekkel,
- gazdálkodó szervek felkérésére - díjazás ellenében - saját szakterületén szerződéses (megbízásos) munkákat végez.

## Az MHTT működése
Az MHTT állami szervektől, politikai pártoktól, mozgalmaktól és egyéb politikai csoportosulásoktól független – bírósági bejegyzéssel elismert – társadalmi szervezet. A Társaság legfőbb szerve a Közgyűlés. Ez választja meg három évenként az Elnökséget, a Felügyelő Bizottságot, az Etikai bizottságot, valamint a Társaság elnökét, alelnökét és öt elnökhelyettesét. A Társaság két közgyűlés között évente Küldöttértekezletet tart. Az Elnökség, a Küldöttértekezletek, illetve két Közgyűlés között végzi az MHTT irányításával kapcsolatos feladatokat. Az elnök, az alelnök és az elnökhelyettesek a feladataik elvégzéséhez tanácsadói csoportot alkalmazhatnak.
A Társaság tagjai 22 szakosztályban és két területi tagozatban fejtik ki tevékenységüket.
A Társaság tevékenységének (a szakosztályok és tagozatok munkájának) koordinálását az elnökség végzi, amelynek tagjai a szakosztályok mindenkori elnökei, továbbá hét választott tisztségviselő (elnök, alelnök és öt elnökhelyettes), akiket a küldöttgyűlés választ meg három évre. Küldöttgyűlést évente tartanak, általában március-áprilisban, ezen beszámoló hangzik el az előző évben végzett munkáról illetve a pénzügyi helyzetről és elfogadják az adott év munkatervét valamint költségvetését.
Az elnökségi ülések közötti szünetekben a napi tevékenység irányítását a héttagú Intéző Bizottság végzi. A bizottság és az elnökség munkáját a Felügyelő, az Etikai és a Díjbizottság segíti.
A Hadtudományi Társaság évente két-három központi rendezvényt (konferenciákat, szemináriumokat) szervez, ehhez jön a szakosztályok számtalan rendezvénye.
A Társaság 2005-ben ünnepelte fennállásának 15. évfordulóját. Az alapítás óta eltelt időben mindvégig töretlenül követte a Társaság alapítóinak szándékát: összefogják a hadtudomány és a kapcsolódó tudományterületek iránt érdeklődő, azokat gyarapítani kívánó, azok fejlődéséért tenni akaró szakembereket, kutatókat; fórumot biztosítanak írásbeli és szóbeli megnyilvánulásaiknak; szervezik a tudományos élet ezen szakterületét és biztosítják kapcsolatát más szakterületekkel.
Az MHTT égisze alatt jelenik meg évente négyszer a Hadtudomány című folyóirat, amely fórumot kínál katonai, biztonsági és más tudományos elemzések számára. Széleskörűen publikálják fiatal kutatók, doktoranduszok cikkeit. Az első tizenöt évben megjelent számokban több mint hatszáz cikk, tanulmány, publikáció került közlésre, amelyek felölelték a hadtudomány és a csatlakozó tudományágak szinte teljes spektrumát. Szerzőik száma megközelíti a kétszázat, miközben vannak rendszeresen publikáló kollégák is.
Ami az MHTT tudományos tevékenységének másik fő területét illeti, az alapítás óta csak központi rendezvényekből közel harmincat szerveztek, nem beszélve a szakosztályok által tartott több száz szakmai fórumról. A Társaság által kiírt pályázati felhívásokra – és az utóbbi években rendszeresen jelenik meg pályázati kiírásuk – összesen több mint száz pályamű érkezett be, köztük igen színvonalas munkák.
Az MHTT – igény esetén – alkalmas és kész ajánlásokat kidolgozni az általa művelt szakterületeken. Jogosultsággal rendelkezik szakértői cím adományozására, szakértőinek sorában mintegy hatvan főt tart nyilván, akiknek névsorát rendszeresen pontosítja.

## Az MHTT elnökei
- dr. Móricz Lajos (1990–1995)
- dr. Szabó József (1995–2005)
- dr. Nagy László (2005-2016)
- Tömböl László (2016–2019)
- Prof. dr. Szenes Zoltán (2019–)

## Az MHTT elnöksége 2019-től
A 2019. március 22-én tartott Közgyűlés által megválasztott tisztségviselők:
- Elnök: Prof. dr. Szenes Zoltán
- Alelnök: Dr. Hegedűs Henrik

Elnökhelyettesek:
- Dr. Porkoláb Imre
- Dr. Krizbai János
- Dr. Németh András
- Dr. Molnár Anna

## A Társaság által alapított díjak
A Társaság három díjat alapított:
A kiemelkedő tudományos illetve tudományszervezői tevékenység elismerését szolgálja az 1992-ben alapított Tanárky Sándor-díj, amelyet az 1838-ban a Magyar Tudományos Akadémia első hadtudományi rendes tagjáról Tanárky Sándorról neveztek el.
A 35 évesnél fiatalabb tagok tudományos sikereit pedig a 2000-ben alapított Korponay János-díjjal ismerik el.
Az életmű megkoronázására szolgál az MHTT betűkkel jelölt aranygyűrű, a Társaság legmagasabb szintű elismerése, a 2003-ban alapított Életmű-díj.